# Pinacoteca Egidio Martini
La Pinacoteca Egidio Martini si trova a Ca' Rezzonico a Venezia.
La Pinacoteca Egidio Martini è una collezione di quadri raccolti dal critico d'arte Egidio Martini  donata al Comune di Venezia.
Comprende opere di artisti veneziani che vanno dal '400 agli inizi del XX secolo, che raffigurano scene di genere, mitologie, ritratti, soggetti religiosi, marine.
È posta al terzo piano di Cà Rezzonico.

## Principali pittori

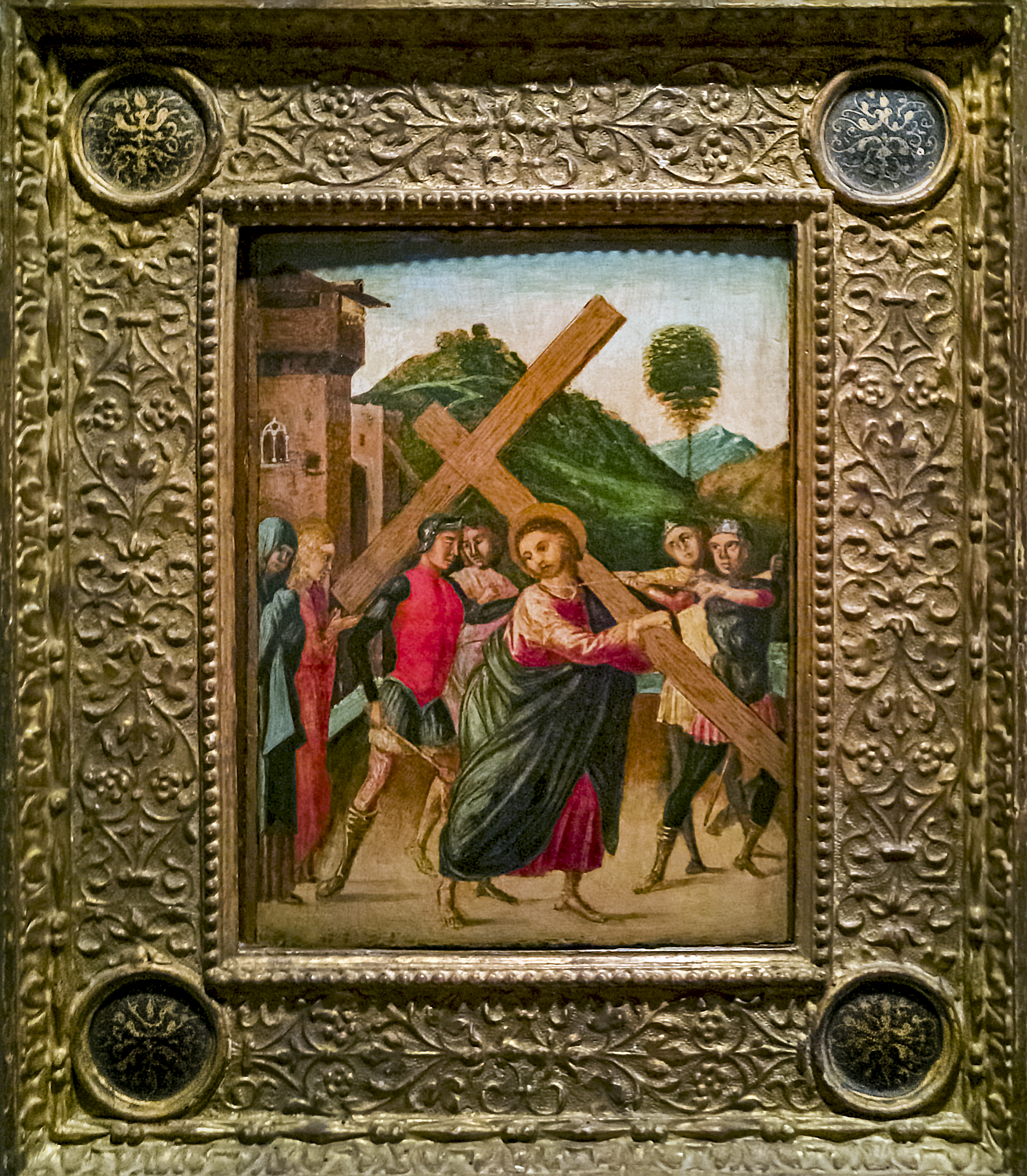
Domenico Morone, Cristo portacroce con le Marie, 1494.

- Cima da Conegliano
- Alvise Vivarini
- Bonifacio Veronese
- Tintoretto
- Andrea Schiavone
- Jacopo Bassano
- Paolo Fiammingo
- Lambert Sustris
- Alessandro Varotari
- Giulio Carpioni
- Pietro Vecchia
- Giovanni Segala
- Jacopo Palma il Giovane
- Bernardo Strozzi
- Francesco Maffei
- Giovan Battista Langetti
- Pietro Liberi
- Antonio Balestra
- Niccolò Bambini
- Giovanni Battista Piazzetta
- Nicolò Grassi
- Giambattista Tiepolo
- Pietro Longhi
- Rosalba Carriera
- Sebastiano Ricci e Marco Ricci
- Pellegrini
- Jacopo Amigoni
- Gaspare Diziani
- Antonio Marini
- Francesco Zuccarelli
- Giuseppe Zais
- Giuseppe Bernardino Bison
- Natale Schiavoni
- Ippolito Caffi
- Antonio Mancini
- Emma Ciardi
- Domenico Morone